# Delhi Est

Delhi Est, dans le Territoire de Delhi

Delhi Est (ou officiellement Corporation municipale de Delhi Est) est de 2012 à 2022 l'une des cinq municipalités du Territoire de Delhi en Inde, son territoire est séparé de celui des quatre autres par la rivière Yamuna. Elle a été créée en 2012 par la division en trois de la Corporation municipale de Delhi et disparait en 2022 quand elles sont réunifiées.